# 昆卡 (海辛區)
48°49′24″N 29°16′12″E / 48.82333°N 29.27000°E
昆卡（烏克蘭語：Кунка），是烏克蘭西部文尼察州海辛區昆卡市镇内的村落及其行政中心。處於昆卡河畔，始建於1500年，面積2.49平方公里，海拔高度198米，2001年人口962。